# Трикси Маттел
Брайан Майкл Фёркус (англ. Brian Michael Firkus; род. 23 августа 1989, Милуоки, Висконсин), больше известен как Трикси Маттел (англ. Trixie Mattel) — американский певец, комик, телеведущий и дрэг-квин. Широкую известность ему принесло участие в шоу «Королевские гонки Ру Пола».

## Биография
Фёркус родился в Милуоки, штат Висконсин. Он наполовину оджибве и происходит из индейской семьи, проживающей в городе Кривиц, штат Висконсин.. У него был жестокий отчим, который называл его «Трикси», когда он действовал женственно, что позже вдохновило его назвать свою дрэг-персону Трикси. Он чуть было не назвал её Капкейк, прежде чем решился на Трикси Маттел. После окончания средней школы, Фёркус учился в Университете Висконсин–Милуоки, где он получил степень бакалавра.

## Карьера

### Ранние годы
Впервые в женском образе появился в спектакле «Шоу ужасов Рокки Хоррора» в театре «Oriental». В 2008 году впервые предстал в дрэг-образе в ночном клубе «LaCage». Затем неоднократно выступал в Чикаго. В 2014 году посещал курсы косметологии института Aveda.

### «Королевские гонки Ру Пола»
В том же 2014 году Трикси приглашают принять участие в седьмом сезоне шоу «Королевские гонки Ру Пола». Она выбыла в четвёртом эпизоде, однако вернулась в восьмом благодаря победе в конкурсе «сросшихся близнецов». В конечном счёте Трикси была отправлена домой в 10 эпизоде и стала первой вернувшейся на конкурс королевой, продержавшейся больше недели,.
25 января 2018 года вышел третий сезон шоу «Королевские гонки Ру Пола: Все звёзды», в котором приняла участие и Трикси. Она смогла пройти в финальную двойку (при голосовании других королев) и одержала победу в шоу, выиграв лип-синк у Кеннеди Дэвенпорт.
Также участвовала в шоу RuPaul's Drag Race Holi-slay Spectacular.

### Другие проекты
В 2015 году Трикси вместе с Катей Замолодчиковой снялись в одном из выпусков шоу «Fashion Photo Review». Дуэт пришелся по вкусу и вскоре обе королевы начали вести совместное шоу «UNHhhh» для World of Wonder, начавшееся в 2016 году. В 2017 году передача трансформировалась в телешоу и стало называться «Шоу Трикси и Кати», выходило оно на телеканале Viceland. В том же году они приняли участие в дрэг-постановке «Трикси и Катя на встрече выпускников», являвшейся адаптацией фильма 1999 года «Роми и Мишель на встрече выпускников».
В 2017-2018 годах Трикси отправилась в стендап туры «Ages 3 and Up», «Haters Roast: The Shady Tour» (совместный с другими участницами «Гонок») и «Now with Moving Parts».
В 2019 году вышел документальный фильм «Trixie Mattel: Moving Parts», который был продемонстрирован на кинофестивале «Трайбека». Также в 2019 году Трикси запустила свой косметический бренд «Trixie Cosmetics».

### Музыка
В мае 2017 года Трикси выпустила первый свой студийный альбом в жанре кантри-фолк — Two Birds. 15 марта 2018 года был выпущен второй альбом One Stone, в тот же день, что и финал третьего сезона «Королевских гонок Ру Пола: Все звёзды».
В сентябре 2018 года в интервью Billboard она объявила, что работает над своим третьим студийным альбомом, который будет включать электро-фолк звучание и будет называться Barbara.
В интервью для Rolling Stone, Маттел заявила, что источником вдохновения для её музыки являются Джун Картер Кэш и Долли Партон, а также рассказала, что она выросла на музыке Джорджа Джонса, Конвея Твити и Джонни Кэша. Она также является поклонницей Джейсона Исбелла, Криса Кристофферсона, Эйми Манн и Кейси Масгрейвс.

## Фильмография

### Телевидение
| Год       | Название                                 | Роль             | Примечания                          |
| --------- | ---------------------------------------- | ---------------- | ----------------------------------- |
| 2015      | Королевские гонки Ру Пола                | Она сама         | 7 сезон — 6 место                   |
| 2016      | Королевские гонки Ру Пола                | Она сама         | 8 сезон, 10 эпизод                  |
| 2015      | Королевские гонки Ру Пола: Закулисье     | Она сама         | 7 сезон                             |
| 2016      | Американская история ужасов: Роанок      | Она сама         | 6 сезон, 10 эпизод                  |
| 2016      | Gay for Play Game Show Starring RuPaul   | Она сама         | 1 сезон, 5 эпизод 2 сезон, 2 эпизод |
| 2017–2018 | Шоу Трикси и Кати                        | Она сама         | Ведущая                             |
| 2018      | Королевские гонки Ру Пола: Все звёзды    | Она сама         | 3 сезон                             |
| 2018      | Королевские гонки Ру Пола                | Она сама         | 10 сезон, 1 эпизод                  |
| 2018      | Супергерои на шпильках                   | Ведете Шампнаньё | английский дубляж                   |
| 2018      | Шоу Ларри Кинга                          | Она сама         | Гостья                              |
| 2018      | RuPaul’s Drag Race Holi-slay Spectacular | Она сама         |                                     |
| 2019      | Королевские гонки Ру Пола: Все звёзды    | Она сама         | 4 сезон, 10 эпизод                  |
| 2019      | Королевские гонки Ру Пола                | Она сама         | 11 сезон, 5 эпизод                  |
| 2019      | Trixie Mattel: Skinny Legend             | Она сама         |                                     |
| 2020      | RuPaul’s Celebrity Drag Race             | Она сама         |                                     |

### Фильмы
| Год  | Название                    | Роль     | Примечания           |
| ---- | --------------------------- | -------- | -------------------- |
| 2019 | Trixie Mattel: Moving Parts | Она сама | документальный фильм |

### Веб-сериалы
| Год          | Название                             | Роль     | Примечания                       |
| ------------ | ------------------------------------ | -------- | -------------------------------- |
| 2015–2017    | Hey Qween                            | Она сама | 3 эпизода                        |
| 2015         | Transformations with James St. James | Она сама | Эпизод «Trixie Mattel»           |
| 2016         | Gay of Thrones                       | Она сама | 6 сезон, 4 эпизод                |
| 2016–present | UNHhhh                               | Она сама | Совместно с Катей Замолодчиковой |
| 2018–2019    | The Pit Stop                         | Она сама |                                  |
| 2019         | The X Change Rate                    | Она сама | Эпизод «Trixie Mattel»           |
| 2019         | That’s Our Sally                     | Она сама |                                  |
| 2019–present | I Like to Watch                      | Она сама |                                  |
| 2020         | Trixie Mattel: One Night Only        | Она сама |                                  |
| 2020         | Trixie & Katya Save the World        | Она сама |                                  |
| 2020         | Gayme Show                           | Она сама | Приглашенный судья               |
| 2020         | Instant Influencer                   | Она сама | Приглашенный судья               |

## Дискография
- Two Birds (2017)
- One Stone (2018)
- Barbara (2020)

## Туры
- Ages 3 and Up (2015–2017)[29]
- Now with Moving Parts Tour (2018)[30]
- Super Bowl Cut (2018)
- Skinny Legend Tour (2019)[31]
- Grown Up Tour (2020)[32]
- UNHhhh Tour  (Совместно с Катей) (2020)[33]

## Награды и номинации
| Год  | Награда                      | Категория                   | Работа                                      | Результат | Прим.  |
| ---- | ---------------------------- | --------------------------- | ------------------------------------------- | --------- | ------ |
| 2017 | WOWIE Awards                 | Best Drag Queen Music Video | «Mama Don’t Make Me Put On The Dress Again» | Победа    | [ 34 ] |
| 2018 | WOWIE Awards                 | The Screen Queen Award      | «Break Your Heart»                          | Победа    | [ 35 ] |
| 2018 | James Beard Foundation Award | Humor                       | Herself                                     | Номинация | [ 36 ] |
| 2019 | WOWIE Awards                 | Best Beauty Line Awards     | Trixie Cosmetics                            | Номинация | [ 37 ] |